# 4457 van Gogh
(4457) van Gogh (voorlopige aanduiding 1989 RU) is een planetoïde in de planetoïdengordel, die op 3 september 1989 werd ontdekt door Eric Walter Elst in het observatorium van Haute-Provence.
De planetoïde is vernoemd naar de 19e-eeuwse Nederlandse postimpressionistische kunstschilder Vincent van Gogh.